# أرنود كاليمويندو
أرنود كاليمويندو (بالفرنسية: Arnaud Kalimuendo) (مواليد 20 يناير 2002) هو لاعب كرة قدم فرنسي يلعب كمهاجم في نادي باريس سان جيرمان.

## روابط خارجية
- أرنود كاليمويندو على موقع الاتحاد الأوربي (الإنجليزية)
- أرنود كاليمويندو على موقع إي إس بي إن إف سي (الإنجليزية)
- أرنود كاليمويندو على موقع قاعدة بيانات كرة القدم.إي يو (الإنجليزية)
- أرنود كاليمويندو على موقع ليكيب (الفرنسية)
- أرنود كاليمويندو على موقع Soccerbase.com (لاعب) (الإنجليزية)
- أرنود كاليمويندو على موقع Soccerway.com (الإنجليزية)
- أرنود كاليمويندو على موقع عالم كرة القدم.نت (الإنجليزية)
- أرنود كاليمويندو على موقع كووورة
- أرنود كاليمويندو على موقع اللجنة الأولمبية الدولية (الإنجليزية)
- أرنود كاليمويندو على موقع AS.com (الإسبانية)